# Vals-les-Bains

Vals-les-Bains este o comună în departamentul Ardèche din sud-estul Franței. În 1 ianuarie 2022 avea o populație de 3.479 de locuitori.